# Sapataria
Sapataria ist eine Gemeinde (Freguesia) im portugiesischen Kreis Sobral de Monte Agraço. In ihr leben 3288 Einwohner (Stand 19. April 2021).